# Dragutin Kukalj
Dragutin Kukalj (Crikvenica, 1899. – kod Gospića, 1945.), hrvatski rimokatolički svećenik i teološki pisac

## Životopis
Rodio se u Crikvenici. Studirao bogosloviju u Senju 1918./19. Autor knjiga s područja liturgije. Najveći popularizator liturgijskoga pastorala. Za vrijeme NDH bio župnik u Gospiću. Premda znan kao tolerantan čovjek širokih pogleda, to ga nije spasilo od antihrvatskih partizana. Potkraj rata nakon pada Gospića partizani su ga ubili.  Nakon niza uzaludnih pokušaja, 4. travnja 1945. partizani su ušli u Gospić i počinili brojne likvidacije nepodobnih stanovnika, prva dva dana Gospićane koje su ranije popisali za odstrjel, brojne objekte pretvorili u zatvore. Brojni građani odvođeni su na stratišta po Gospiću i okolici gdje su ubijeni, te im se ni danas ne zna posljednje počivalište. Jedno od takvih mjesta je pored današnjeg gradskog groblja Sv. Marije Magdalene, kojem uskoro predstoji civilizirano obilježavanje dostojno žrtve. Ubili su Dragutin Kuklja te redovnicu i medicinsku sestru Žarku Ivasić, mučenicu, za koju je pokrenut biskupijski postupak za proglašenje blaženom.